# Горностай Самійло Єронімович
Самійло (Самуель) Горностай (*д/н — 1618) — державний та військовий діяч Речі Посполитої, підкоморій київський. 

## Життєпис
Походив з впливового руського (українського) шляхетського роду Горностаїв гербу Гіпокентавр. Єдиний син Єроніма Горностая, ротмістра королівської хоругви, й Беати Лясоти. Про дату народження Самійла замало відомостей, але він на час смерті батька у 1600 році був молодою людиною, однак ще не досяг 24 років. Тому за заповітом батька над майном було встановлено опіку, де провідну роль відігравала мати та вітчим князь Януш Порицький. Навчався у Нідерландах та Німеччині.
Він часто згадується сеймовими конституціями у зв'язку з різними дорученнями. 1601 року стає ротмістром королівської хоругви. У 1602 році призначається підкоморієм київським. Надалі майже постійно перебував у Київському воєводстві. Протягом 1601—1611 рр. кілька разів був послом до вального сейму від цього воєводства.
Мав судову справу з Іваном і Ганною із Фурс Мелешками, які намагалися його банітувати з приводу рішення про належність маєтків Козаровичі і Рохтичі київського земського суду. У 1609 році отримав привілей від короля Сигізмунда III на збирання мостового мита на річці Ірпінь. Водночас збройно боровся проти наїздів на свої володіння княгині Софії Ружинської, на чиї володіння також здійснив декілька нападів.
Був активним прихильником кальвінізму. Заснував протестантські громади у Козаровичах та Ліщині. Водночас підтримував православні братства (насамперед Люблінське), в яких вбачав союзників проти поширення католицтва.
У 1609 році брав участь у походах Госевського і Жолкевського проти Московського царства. У березні 1610 року вмілими діями захопив Чернігів — його вояки під виглядом рибалок проникли у замок, що призвело до захоплення й спалення Чернігова. Місцеве населення, яке вціліло, розбіглося по сусідніх містах. Не мав наміру затримуватися в ньому і Самійло Горностай. Він намагався вивезти до Любеча навіть важкі дзвони Єлецького монастиря, але це йому не вдалося. Того ж року звитяжив у битві під Клушином, разом з Госевським увійшов до Москви. Надалі повернувся до Речі Посполитої. У 1613 році король надав йому в довічну посесію Демидів під Києвом.
У 1615 році призначено комісаром на переговори з московськими представниками, які тривали до літа 1616 року. 1616 року отримав привілей на Чернігів зі Слабинським та Шестовицьким городищами. Намагався відродити Чернігів, але справу не завершив через участь у новому поході.
1617 року Самійло Горностай брав участь у новій війні проти Московської держави. Цього року перебував у війську королевича Владислава, що рушило на Москву. Брав участь у захопленні Вязьми, Козельська. Був учасником облоги та боїв під Москвою. В одному з них загинув 1618 року.

## Родина
Дружина — Теофілія, донька Адама Горайського
Діти:
- Михайло (?-1637)
- Анна, дружина Рафала Лещинського
- Гальшка-Єлизавета, дружина Андрія Дрогойовського

## Родовід
|                 |                 |                 |                 |                 |                 |  |  |                   |                   |                   |                   |                   |                   |  |  |        |        |        |        |        |        |  |  | Гаврило  | Гаврило  | Гаврило  | Гаврило  | Гаврило  | Гаврило  |  |  | Єронім | Єронім | Єронім | Єронім | Єронім | Єронім |  |  | Самійло | Самійло | Самійло | Самійло | Самійло | Самійло |  |  | Михайло   | Михайло   | Михайло   | Михайло   | Михайло   | Михайло   |
|                 |                 |                 |                 |                 |                 |  |  |                   |                   |                   |                   |                   |                   |  |  |        |        |        |        |        |        |  |  | Гаврило  | Гаврило  | Гаврило  | Гаврило  | Гаврило  | Гаврило  |  |  | Єронім | Єронім | Єронім | Єронім | Єронім | Єронім |  |  | Самійло | Самійло | Самійло | Самійло | Самійло | Самійло |  |  | Михайло   | Михайло   | Михайло   | Михайло   | Михайло   | Михайло   |
|                 |                 |                 |                 |                 |                 |  |  |                   |                   |                   |                   |                   |                   |  |  | Іван   | Іван   | Іван   | Іван   | Іван   | Іван   |  |  | Іван     | Іван     | Іван     | Іван     | Іван     | Іван     |  |  |        |        |        |        |        |        |  |  |         |         |         |         |         |         |  |  | Анна      | Анна      | Анна      | Анна      | Анна      | Анна      |
|                 |                 |                 |                 |                 |                 |  |  |                   |                   |                   |                   |                   |                   |  |  | Іван   | Іван   | Іван   | Іван   | Іван   | Іван   |  |  | Іван     | Іван     | Іван     | Іван     | Іван     | Іван     |  |  |        |        |        |        |        |        |  |  |         |         |         |         |         |         |  |  | Анна      | Анна      | Анна      | Анна      | Анна      | Анна      |
| Роман Івашкович | Роман Івашкович | Роман Івашкович | Роман Івашкович | Роман Івашкович | Роман Івашкович |  |  | Остафій Горностай | Остафій Горностай | Остафій Горностай | Остафій Горностай | Остафій Горностай | Остафій Горностай |  |  |        |        |        |        |        |        |  |  | Єрмоген  | Єрмоген  | Єрмоген  | Єрмоген  | Єрмоген  | Єрмоген  |  |  |        |        |        |        |        |        |  |  |         |         |         |         |         |         |  |  | Єлизавета | Єлизавета | Єлизавета | Єлизавета | Єлизавета | Єлизавета |
| Роман Івашкович | Роман Івашкович | Роман Івашкович | Роман Івашкович | Роман Івашкович | Роман Івашкович |  |  | Остафій Горностай | Остафій Горностай | Остафій Горностай | Остафій Горностай | Остафій Горностай | Остафій Горностай |  |  |        |        |        |        |        |        |  |  | Єрмоген  | Єрмоген  | Єрмоген  | Єрмоген  | Єрмоген  | Єрмоген  |  |  |        |        |        |        |        |        |  |  |         |         |         |         |         |         |  |  | Єлизавета | Єлизавета | Єлизавета | Єлизавета | Єлизавета | Єлизавета |
|                 |                 |                 |                 |                 |                 |  |  |                   |                   |                   |                   |                   |                   |  |  |        |        |        |        |        |        |  |  | Остафій  |          |          |          |          |          |  |  |        |        |        |        |        |        |  |  |         |         |         |         |         |         |  |  |           |           |           |           |           |           |
|                 |                 |                 |                 |                 |                 |  |  |                   |                   |                   |                   |                   |                   |  |  |        |        |        |        |        |        |  |  |          |          |          |          |          |          |  |  |        |        |        |        |        |        |  |  |         |         |         |         |         |         |  |  |           |           |           |           |           |           |
|                 |                 |                 |                 |                 |                 |  |  |                   |                   |                   |                   |                   |                   |  |  | Оникій | Оникій | Оникій | Оникій | Оникій | Оникій |  |  | Фрідерик | Фрідерик | Фрідерик | Фрідерик | Фрідерик | Фрідерик |  |  |        |        |        |        |        |        |  |  |         |         |         |         |         |         |  |  |           |           |           |           |           |           |
|                 |                 |                 |                 |                 |                 |  |  |                   |                   |                   |                   |                   |                   |  |  | Оникій | Оникій | Оникій | Оникій | Оникій | Оникій |  |  | Фрідерик | Фрідерик | Фрідерик | Фрідерик | Фрідерик | Фрідерик |  |  |        |        |        |        |        |        |  |  |         |         |         |         |         |         |  |  |           |           |           |           |           |           |